# Uganda nos Jogos Olímpicos de Verão de 1968
Uganda competiu nos Jogos Olímpicos de Verão de 1968 na Cidade do México, México.  A nação ganhou suas primeiras medalhas olímpicas nesses jogos.

## Medalhistas

### Prata
- Eridadi Mukwanga — Boxe, Peso galo

### Bronze
- Leo Rwabdogo — Boxe, Peso mosca